# World Poker Tour Saison 1
La saison 1 du World Poker Tour est un tournoi de poker qui s'est tenu en 2002 et 2003.

## Résultats

### Five Diamond World Poker Classic
- Casino : Bellagio, Las Vegas
- Prix d'entrée : 10 000 $
- Date : Du 27 mai au 1er juin 2002
- Nombre de joueurs : 146
- Prize Pool : 1 416 200 $
- Nombre de places payées : 18

| Place | Nom           | Prix      |
| ----- | ------------- | --------- |
| 1er   | Gus Hansen    | 556 460 $ |
| 2e    | John Juanda   | 278 240 $ |
| 3e    | Freddy Deeb   | 139 120 $ |
| 4e    | John Hennigan | 83 472 $  |
| 5e    | Chris Bigler  | 62 604 $  |
| 6e    | Scotty Nguyen | 48 692 $  |

### Legends of Poker
- Casino : Bicycle Casino, Los Angeles
- Prix d'entrée : 5 000 $
- Date : Du 30 août au 31 août 2002
- Nombre de joueurs : 134
- Prize Pool : 670 000 $
- Nombre de places payées : 9

| Place | Nom                | Prix      |
| ----- | ------------------ | --------- |
| 1er   | Chris Karagulleyan | 258 000 $ |
| 2e    | Hon Le             | 122 550 $ |
| 3e    | Stan Goldstein     | 61 270 $  |
| 4e    | Mark Seif          | 38 700 $  |
| 5e    | Can Kim Hua        | 29 025 $  |
| 6e    | Kathy Liebert      | 22,75 $   |

### Costa Rica Classic
- Casino : Casinos Europa, San José, Costa Rica
- Prix d'entrée : 500 $+Re-buys
- Date : Le 16 octobre 2002
- Nombre de joueurs : 134
- Prize Pool : 234 858 $
- Nombre de places payées : 10

| Place | Nom              | Prix      |
| ----- | ---------------- | --------- |
| 1er   | Jose Rosenkrantz | 108 730 $ |
| 2e    | Jamie Ligator    | 45 000 $  |
| 3e    | Luis Milanes     | 25 120 $  |
| 4e    | Dewey Tomko      | 14 650 $  |
| 5e    | Jamie Anteneloff | 11 510 $  |
| 6e    | R.A. Head        | 9 420 $   |

### Gold Rush
- Casino : Lucky Chances Casino, Colma, California
- Prix d'entrée : 3 000 $
- Date : Du 10 novembre au 11 novembre 2002
- Nombre de joueurs : 152
- Prize Pool : 456 000 $
- Nombre de places payées : 18

| Place | Nom                | Prix      |
| ----- | ------------------ | --------- |
| 1er   | Paul Darden        | 146 000 $ |
| 2e    | Chris Bigler       | 88 000 $  |
| 3e    | Antonio Esfandiari | 44 000 $  |
| 4e    | Phil Hellmuth      | 34 000 $  |
| 5e    | Vince Burgio       | 26 000 $  |
| 6e    | Tommy Garza        | 21 000 $  |

### World Poker Finals
- Casino : Foxwoods Casino
- Prix d'entrée : 10 000 $
- Date : Du 14 novembre au 17 novembre 2002
- Nombre de joueurs : 89
- Prize Pool : 915 000 $
- Nombre de places payées : 10

| Place | Nom            | Prix      |
| ----- | -------------- | --------- |
| 1er   | Howard Lederer | 320 400 $ |
| 2e    | Layne Flack    | 186 900 $ |
| 3e    | Andy Bloch     | 102 350 $ |
| 4e    | Phil Ivey      | 75 650 $  |
| 5e    | Peter Giordano | 57 850 $  |
| 6e    | Ron Rose       | 44 500 $  |

### World Poker Open
- Casino : Binion's Horseshoe, Tunica, Mississippi
- Prix d'entrée : 10 000 $
- Date : Du 28 janvier au 31 janvier 2003
- Nombre de joueurs : 160
- Prize Pool : 1 600 $,000
- Nombre de places payées : 27

| Place | Nom              | Prix      |
| ----- | ---------------- | --------- |
| 1er   | Dave Ulliott     | 589 175 $ |
| 2e    | Phil Ivey        | 290 130 $ |
| 3e    | Johnny Donaldson | 145 065 $ |
| 4e    | Buddy Williams   | 91 620 $  |
| 5e    | Jeremy Tinsley   | 68 715 $  |
| 6e    | Tommy Grimes     | 53 445 $  |

### Euro Finals of Poker
- Casino : Aviation Club de France, Paris
- Prix d'entrée : 10 000 €
- Date : Du 12 février au 15 février 2003
- Nombre de joueurs : 86
- Prize Pool : 831 000 €
- Nombre de places payées : 9

| Place | Nom                | Prix      |
| ----- | ------------------ | --------- |
| 1er   | Christer Johansson | 500 000 € |
| 2e    | Claude Cohen       | 160 000 € |
| 3e    | Allen Cunningham   | 80 000 €  |
| 4e    | Jacques Durand     | 32 000 €  |
| 5e    | Tony G             | 16 000 €  |
| 6e    | Alain Hagege       | 13 000 €  |

### L.A. Poker Classic
- Casino : Commerce Casino, Los Angeles
- Prix d'entrée : 10 000 $
- Date : Du 21 février au 24 février 2003
- Nombre de joueurs : 136
- Prize Pool : 1 360 000 $
- Nombre de places payées : 20

| Place | Nom             | Prix      |
| ----- | --------------- | --------- |
| 1er   | Gus Hansen      | 532 490 $ |
| 2e    | Daniel Rentzer  | 253 595 $ |
| 3e    | Andy Bloch      | 125 460 $ |
| 4e    | David Pham      | 80 080 $  |
| 5e    | Steven Shkolnik | 53 390 $  |
| 6e    | Bob Stupak      | 46 715 $  |

### Party Poker Million
- Prix d'entrée : 5 300 $
- Date : Le 6 mars 2003
- Nombre de joueurs : 177
- Prize Pool : 1 013 800 $
- Nombre de places payées : 9

| Place | Nom              | Prix      |
| ----- | ---------------- | --------- |
| 1er   | Howard Lederer   | 289 150 $ |
| 2e    | Chip Jett        | 175 900 $ |
| 3e    | Joe Simpkins     | 105 540 $ |
| 4e    | Maureen Feduniak | 79 155 $  |
| 5e    | Tim Lark         | 52 770 $  |
| 6e    | Daniel Coupal    | 43 975 $  |

### World Poker Challenge
- Casino : Reno Hilton, Reno
- Prix d'entrée : 5 000 $
- Date : Du 31 mars au 2 avril 2003
- Nombre de joueurs : 87
- Prize Pool : 421 746 $
- Nombre de places payées : 9

| Place | Nom               | Prix      |
| ----- | ----------------- | --------- |
| 1er   | Ron Rose          | 168 298 $ |
| 2e    | Cal Dykes         | 96 772 $  |
| 3e    | Tony Le           | 50 490 $  |
| 4e    | Paul Magriel (en) | 29 452 $  |
| 5e    | Mark Edwards      | 23 140 $  |
| 6e    | T.J. Cloutier     | 18 934 $  |

### WPT Championship
- Casino : Bellagio, Las Vegas
- Prix d'entrée : 25 000 $
- Date : Du 14 avril au 18 avril 2003
- Nombre de joueurs : 111
- Prize Pool : 2 691 750 $
- Nombre de places payées : 28

| Place | Nom              | Prix        |
| ----- | ---------------- | ----------- |
| 1er   | Alan Goehring    | 1 011 886 $ |
| 2e    | Kirill Gerasimov | 506 625 $   |
| 3e    | Phil Ivey        | 253 313 $   |
| 4e    | Doyle Brunson    | 159 987 $   |
| 5e    | Ted Forrest      | 119 990 $   |
| 6e    | James Hoeppner   | 93 326 $    |